# Údolní nádrž Slapy
Údolní nádrž Slapy är en reservoar i Tjeckien. Den ligger i den centrala delen av landet, 30 km söder om huvudstaden Prag. Údolní nádrž Slapy ligger 272 meter över havet. Arean är 10,0 kvadratkilometer. I omgivningarna runt Údolní nádrž Slapy växer i huvudsak blandskog. Den sträcker sig 17,4 kilometer i nord-sydlig riktning, och 12,7 kilometer i öst-västlig riktning.
Följande samhällen ligger vid Údolní nádrž Slapy:
- Hřiměždice (394 invånare)
- Drevníky (288 invånare)
- Rabyně (238 invånare)
- Křepenice (160 invånare)